# Stará radnice (Štětín)
Stará radnice ve Štětíně je bývalá radniční budova ve Štětíně. Nachází se na území sídlišti Staré Město, mezi Senným trhem a Novým trhem na ulici Księcia Mściwoja II. Počátky stavby sahají do 15. století. Jako radnice stavba sloužila až do roku 1879, poté radní přesídlili do Červené radnice na Novým Městě. V současnosti se v prostorách Staré radnice nachází Národní muzeum ve Štětíně.

## Historie

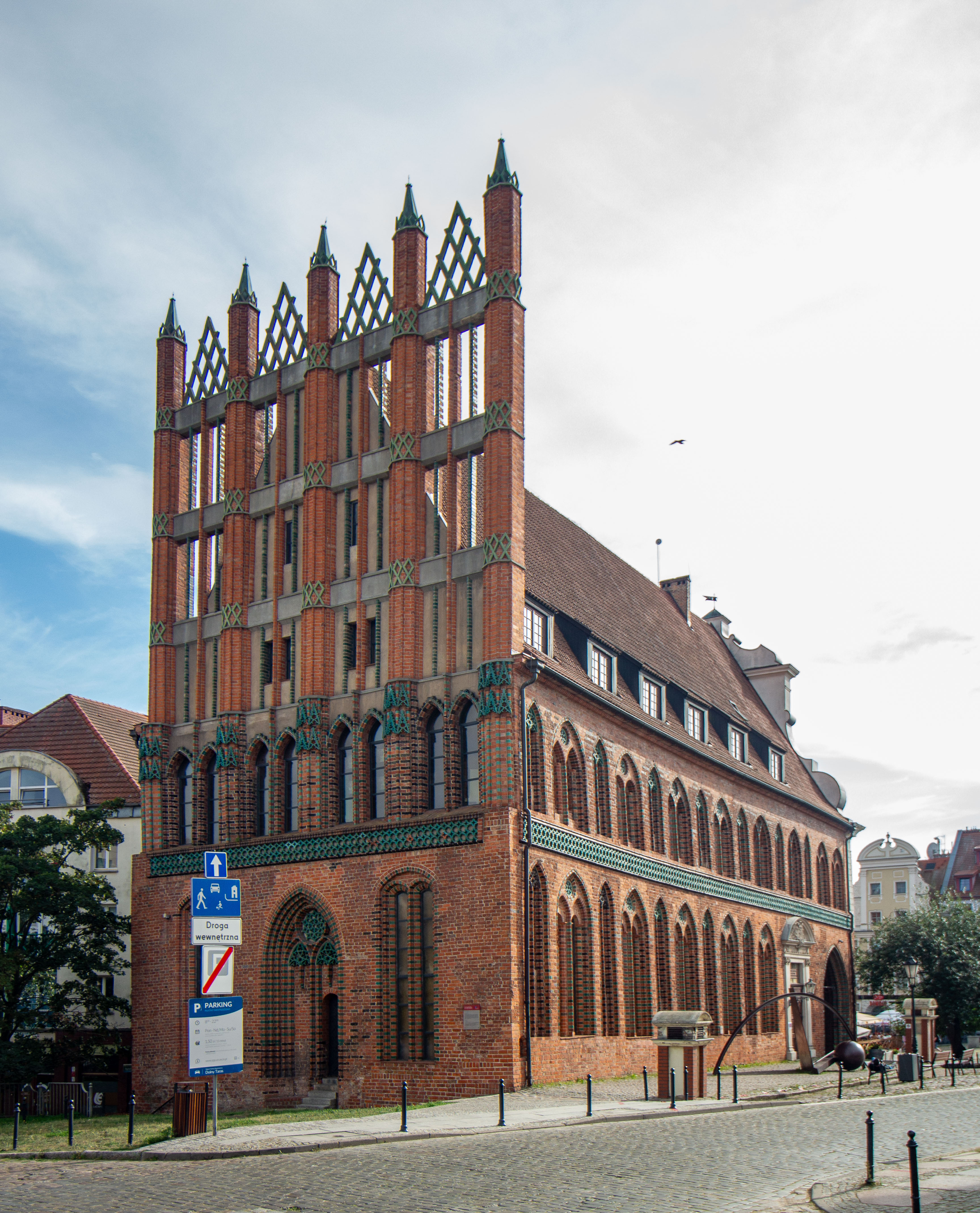
Severní průčelí radnice

Gotická radnice byla postavena pro městské úřady v 15. století na místě dřevěné budovy z poloviny 13. století. V budově byla komora pro přísedící, soudní síň, obchodní místnost a věznice umístěné v suterénu. V roce 1570 byla sídlem mírového kongresu k ukončení války mezi Švédskem a Dánskem. Poté, co byla poškozena během braniborských invazí, byla přestavěna v barokním stylu. Jako radnice sloužila až do roku 1879. Během druhé světové války byla těžce poškozena. Byla rekonstruovaná v letech 1972–1975 pro potřeby Národního muzea ve Štětíně.
V radnici dnes sídlí Štětínské historické muzeum, pobočka Národního muzea. Stálé výstavy jsou věnovány historii a kultuře Štětína. V gotickém sklepě se nachází restaurace. Radnice je součástí mezinárodní turistické trasy Evropské cesty cihlové gotiky.